# Zapus trinotatus
Zapus trinotatus es una especie de roedor de la familia Dipodidae.

## Distribución geográfica
Se encuentran en Canadá y Estados Unidos.

## Hábitat
Su hábitat natural son:  praderas y pantanos de clima  templado.